# Frisia (regione storica)
La Frisia (frisone occidentale: Fryslân; frisone settentrionale: Fraschlönj, Freesklöön, Freeskluin, Fresklun, o Friislön’; frisone orientale: Fräislound; frisone orientale della Bassa Sassonia: Freesland; gronings: Fraislaand; tedesco e olandese: Friesland; danese: Frisland) è la regione geografica costiera dell'angolo sud-est del Mar del Nord compresa tra la parte settentrionale dei Paesi Bassi e l'estuario del fiume Vidå, in prossimità del confine danese-tedesco.

## Geografia
La regione della Frisia include anche i tre gruppi delle Isole Frisone (le Isole Frisone Occidentali, Orientali e Settentrionali), allineate pressoché parallelamente alla costa, di fronte alle corrispondenti zone sulla terraferma. La prima della sequenza di isole, partendo da ovest è Noorderhaaks piccola striscia di sabbia tra la terraferma e l'isola di Texel in territorio olandese, mentre l'ultima, e più settentrionale, è Langli, situata nel golfo di Esbjerg, in Danimarca. La Frisia inoltre comprende le isole tedesche di Helgoland, distanti dalla costa 40 km.

## Storia
La zona è stata storicamente abitata dai Frisoni, una popolazione germanica. In epoca romana la Frisia entrò nell'orbita dell'Impero durante l'occupazione della Germania transrenana e vi rimase anche in seguito. La regione raggiunse il suo apogeo con il Regno di Frisia nell'VIII secolo. Tra il IX ed il XV secolo, con la Libertà Frisona, la Frisia ha goduto di autonomia amministrativa particolare, rispondendo alla sola autorità dell'Imperatore del Sacro Romano Impero e non attraverso un feudatario, come avveniva nella maggioranza dei casi all'epoca. La Libertà Frisona ebbe termine dopo più di un secolo di guerre tra le fazioni degli Schieringers e dei Vetkopers. Gli eventi storici (invasioni di Franchi, Sassoni, Vichinghi) ed eventi naturali, in particolare l'inondazione di Santa Lucia del 1287 che, superando le dune costiere della Frisia centro-occidentale, permise al Mare del Nord di riversarsi nell'interno e formare lo Zuiderzee (l'attuale IJsselmeer), separando la Frisia Occidentale dal resto della regione, hanno portato alla frammentazione della regione e della popolazione, per cui oggi esistono minoranze frisone nei Paesi Bassi e in Germania. La frammentazione ha influito anche sul linguaggio: dal frisone medievale sono derivate varie varianti locali.

## Divisione
La Frisia è abitualmente divisa in tre parti:
1. Ovest Frisia nei Paesi Bassi, corrispondente approssimativamente a:
  - la parte settentrionale della provincia dell'Olanda Settentrionale ed in particolare
    - la regione non amministrativa della Frisia Occidentale
    - l'isola di Texel

  - la provincia della Frisia (Frisone occidentale: Fryslân), conosciuta in passato anche come Westerlauwers Friesland (Frisia ad ovest del fiume Lauwers)
  - la provincia di Groninga conosciuta in passato, XVI secolo circa, anche come Klein Friesland (Piccola Frisia)La Frisia Orientale (Ostfriesland) e la Penisola della Frisia Orientale (Ost-Friesland) con gli attuali confini amministrativi.

La Frisia Orientale (Ostfriesland) e la Penisola della Frisia Orientale (Ost-Friesland) con gli attuali confini amministrativi.

2. Est Frisia o Frisia Orientale (Frisone Orientale della Bassa Sassonia: Oostfreesland) nel Bundesland della Bassa Sassonia in Germania, corrispondente approssimativamente a:
  - la Penisola della Frisia Orientale (tedesco: Ost-Friesland)
    - la Frisia Orientale (tedesco: Ostfriesland), ed in particolare:
      - il Circondario di Leer
      - il Circondario di Aurich
      - il Circondario di Wittmund
      - la Municipalità di Emden

    - gli altri territori della Penisola della Frisia Orientale, ed in particolare:
      - il Circondario della Frisia
      - la Municipalità di Wilhelmshaven
      - la Municipalità di Saterland nel Circondario di Cloppenburg
      - la Municipalità di Butjadingen nel Circondario del Wesermarsch
      - la Municipalità di Wurster Nordseeküste nel Circondario di Cuxhaven
3. Nord Frisia o Frisia Settentrionale (Tedesco: Nordfriesland; Frisone Settentrionale: Nordfriislon, Nordfraschlönj, Nuurdfriisklun, Danese: Nordfrisland) nel Bundesland del Schleswig-Holstein in Germania e nella regione del Syddanmark in Danimarca, corrispondente approssimativamente a:
  - in territorio tedesco
    - il Circondario della Frisia Settentrionale
    - le isole di Helgoland (Municipalità) nel Circondario di Pinneberg

  - in territorio danese
    - la zona a meridione del fiume Vidå nel comune di Tønder[1]
    - le isole di Langli, Fanø, Mandø e Rømø[2]

## Bandiera e inno

La bandiera della Frisia

Nel settembre 2006, il gruppo indipendentista interfrisone, Groep fan Auwerk, ha codificato la bandiera della Frisia che riprende il tema della croce nordica e lo arricchisce con le quattro foglie di giglio d'acqua che sono presenti anche nella bandiera della provincia olandese della Frisia.
Lo stesso gruppo ha adottato un inno nazionale: De âlde Friezen (Gli antichi frisoni).